# Plagiolepis sudanica
Plagiolepis sudanica é uma espécie de formiga do gênero Plagiolepis, pertencente à subfamília Formicinae.